# Rally van Turkije 2020
De Rally van Turkije 2020, formeel 13th Rally Turkey Marmaris, was de 13e editie van de rally van Turkije en de vijfde ronde van het wereldkampioenschap rally in 2020. Het was de 601e rally in het wereldkampioenschap rally die georganiseerd wordt door de Fédération Internationale de l'Automobile (FIA). De start en finish was in Marmaris.